# رسوم تعليمية
الرسوم التعليمية، هي إحدى أنواع الوسائل التعليمية، وأكثرها استخداماً لسهولة الحصول عليها وتوافرها من حولنا، وسهولة التعامل معها وإعدادها.

## تعريف الرسوم التعليمية
يمكننا تعريف الرسوم التعليمية بأنها :
هي تلك المواد المرسومة والرموز الخطية البصرية، التي تم تصميمها من أجل تلخيص المعلومات وتفسيرها والتعبير عنها بأسلوب علمي، والتي تستخدم كوسائل تعليمية تخدم عملية التعليم والتعلم، خصوصاً تلك الموضوعات التي يصعب فهمها باللغة اللفظية فقط، كموضوعات العلوم والجغرافيا .
إن الحديث عن الرسوم التعليمية يكاد من المستحيل توضيحه إذا لم نستعن بتحديد ما تشمله تلك العبارة من أنواع فللرسوم التعليمية أنواع عديدة ولها تصنيفات كذلك عديدة.

## أنواع الرسوم التعليمية
صنفت الرسوم التعليمية على أساس الحركة إلى :

### رسوم تعليمية متحركة
كأفلام الكارتون التعليمية .

### رسوم تعليمية ثابتة
الرسوم التعليمية الثابتة كذلك تم تصنيفها على أساس نفاذيتها للضوء إلى : -
- رسوم تعليمية ثابتة شفافة .
- رسوم تعليمية ثابتة معتمة .

وكلا النوعين ( أي الرسوم التعليمية الثابتة الشفافة والمعتمة ) يشتملان على خمسة أنواع نستطيع حصرها في التالي : -

#### الرسوم البيانية
وتشمل :
1. الأعمدة البيانية .
2. الخطوط البيانية .
3. الصور البيانية .
4. الدوائر البيانية .
5. المساحات البيانية .

إن كل نوع من الأنواع السابقة ، أنواع تندرج تحته ونحن لسنا هنا بحصر الأنواع المتفرعة منها .

#### الرسوم التوضيحية
ويقصد بها تلك الرسوم التي قد توجد على أسطح بلاستيكية أو حديدية أو ورقية والقصد منها توضيح تركيب الشيء أو كيفية عمله أو وصف طريقة تشغيله كالرسوم التوضيحية التي توضح لنا كيفية توصيل دائرة كهربائية .

#### الخرائط
إن موضوع الملصقات لا ينحصر فقط في المجال التعليمي فقد يوجد في مجالات عديدة ، فيوجد مثلاً في المستشفيات والمصحات والشركات كشركات الكهرباء ، كما أن استخدامه في المجال التعليمي ليس بالضرورة أن يكون له علاقة بالمقررات الدراسية التي يدرسها الطالب ، والملصق التعليمي نوعان فهم إما أن يدعو إلى موضوع معين كالملصقات التي تحث على اتباع سلوك محدد كالمحافظة على النظام أو النظافة ، أو أن يحذر من موضوع معين كالملصقات التي تحذر وتنبه عن أضرار المخدرات .

#### المصورات
كذلك المصور التعليمي ليس بالضرورة حصره على المجالات التعليمية ، إن المصور التعليمي قد يضم رسوماً أو بيانات أو أرقام أو تعليقات لفظية أو جداول ، إن المصور التعليمي يضم أنواع مختلفة ، ومن أنواعه ما يلي : -
1. مصور الشكل الظاهري أو الخارجي ، كمصور يوضح الشكل الخارجي لنبات كامل النمو .
2. مصور التركيب الداخلي ، كالمصور الذي يوضح التركيب الداخلي لساق النبات مثلاً . وهذان النوعان ما يسميان بالاستخدام الشائع للمصورات في المجالات التعليمية .
3. مصور المقارنة ، وهو مصور يقارن بين شيئين أو أكثر في بعض الخصائص أو الصفات ، قد يكون هذين الشيئين حيين أو عكس ذلك كالمصور الذي يقارن بين مناقير الطيور أو أنواع التربة المختلفة .
4. مصور العلاقات الوظيفية ، وهذا النوع من المصورات يحاول توضيح العلاقة بين الرئيس والمرؤسين وهو ما يسمى بالهيكل التنظيمي لهيئة محددة وقد يأتي هذا النوع في شكل هندسي كشل المخروط أو باستخدام الخطوط والتفاصيل المتشعبة التي توضح هذه العلاقة .
5. مصور الفروع أو التفريعي ، وهذا المصور يبدأ من الأصل وينتهي بالفروع كشجرة الأنبياء .
6. مصور الأصول أو التجميعي ، وهذا المصور عكس المصور السابق فيبدأ بالفروع وينتهي بالأصل مثلاً كمصور يوضح خطوات صناعة السيارة
7. مصورات المسار ، وهي تستخدم الخطوط والأسهم لتوضح مسار إتمام عملية معينة كتوضيح مسار استخراج البترول مثلاً .
8. مصور التتابعي أو الزمني ، وهو يوضح تتابع أحداث معينة عبر التاريخ بترتيب محدد سواء كان تنازلياً أو تصاعدياً كترتيب الخلفاء العباسيين
9. مصور الخبرة ، وهو مصور يستخدم بعض الألفاظ البسيطة ويهدف إلى اكساب الطلاب بعض الخبرات وهو شبيه بالملصق التعليمي ولكنه له علاقة بالمقرر الذي يدرسه الطالب .
10. السلسلة المصورة ، وهي توضح تطور شيء معين عبر التاريخ كتطور ظاهرة المواصلات أو ظاهرة السكن .

## وصلات خارجية
- http://www.slideshare.net/wafoy2011/ss-8555129